# Lý Hoặc Luận
Lý Hoặc Luận (chữ Hán: 理惑論) có nghĩa là bộ luận lý giải những điều mê lầm của một số người không hiểu đạo Phật, do Mâu Tử (người Thương Ngô, nay thuộc Quảng Tây, Trung Quốc) viết bằng chữ Hán vào cuối thế kỷ 2 nhưng năm nào thì chưa rõ .

## Nguyên nhân ra đời
Trong (hoặc sau) quá trình tu học và truyền giáo tại Giao Châu, Mâu Tử viết Lý Hoặc Luận. Đây là cuốn sách đầu tiên viết về Đạo Phật bằng chữ Hán  theo lối vấn đáp, là lối thường được các luận sư Phật giáo ở Ấn Độ dùng để truyền bá giáo lý vào thời kỳ Phật giáo bộ phái, tức vào khoảng 200 năm sau khi Phật Thích Ca nhập Niết-bàn.
Trong bài Tựa sách Lý Hoặc Luận, Mâu Tử cho biết "sau khi vua Hán Linh Đế băng hà, thiên hạ nhiễu loạn, chỉ có Giao Châu là yên ổn, các bậc dị nhân phương Bắc đều tới đây, phần lớn đều tin theo thuật thần tiên tịch cốc trường sinh. Hồi ấy có nhiều học giả, Mâu Tử (lúc này đã sang Giao Châu cùng mẹ) thường lấy Ngũ kinh ra vấn nạn, các Đạo gia và thuật sĩ không ai đối đáp cho xuôi được"...Để không bị chê là người "đã phản lại Ngũ kinh mà theo dị đạo", và để không phải tranh luận với họ nữa, vì "nếu mở miệng thì cũng là phi đạo, mà im lặng thì ra như bất lực", Mâu Tử "bèn dùng bút mực, lược dẫn lời thánh hiền mà chứng giải điều mình nghĩ" làm ra sách Lý Hoặc Luận .

## Nội dung sơ lược
Cuốn Lý Hoặc Luận gồm 37 câu hỏi đáp, giữa tác giả và những người theo Đạo Nho (chủ yếu) và Đạo Lão (số câu ít hơn, chỉ từ câu 29 trở đi). Đại lược như sau:
- Câu hỏi 1 và 2: Hỏi về lai lịch Phật Thích Ca. Theo Mâu Tử, đây không phải là một nhân vật lịch sử thường tình, mà là một bậc siêu nhân, có thần thông biến hóa.
- Câu 3 và 4: Hỏi về đạo trong Đạo Phật. Theo Mâu Tử, tính sâu xa và huyền diệu của Đạo không thể nào lấy suy tư và ngôn ngữ thế gian để soi thấu được.
- Câu 5: Hỏi đáp về số lượng kinh sách Đạo Phật. Người hỏi cho rằng Kinh Phật quá nhiều làm sao học hết được, không như Đạo Nho chỉ có Tứ thư và Ngũ kinh.
- Câu 6, 7, 8, 9 và 10: Trong phần trả lời, Mâu Tử bài bác tư tưởng hẹp hòi, câu nệ của Đạo Nho. Người tăng sĩ cạo bỏ râu tóc, xa lìa vợ con, bỏ tài sản...có nghĩa là bỏ cái sinh diệt để được cái bất diệt. Đạo Nho cho rằng không con thừa kế là tội bất hiếu lớn nhất là không đúng, bởi hiếu đạo không phải chỉ có việc này.
- Câu 11 và 12: Hỏi đáp về cách ăn mặc, ứng xử của tăng sĩ ở Giao Châu thời đó. Theo Mâu Tử, người tu hành không được ăn mặc theo các tập quán sang trọng của thế gian. Ăn, mặc và ngủ nghỉ đều phải không đầy đủ, bởi có tri túc thường túc mới có phẩm hạnh cao dày. Khi giao tiếp, tăng sĩ không quỳ, không tỏ vẻ săn đón (câu 11 cho biết tăng sĩ lúc bấy giờ mặc áo màu đỏ và quy tắc ứng xử cũng theo quy cách của tăng sĩ Ấn Độ).
- Câu 13 và 14: Hỏi đáp về thuyết tái sinh của Đạo Phật. Trong câu 14, Mâu Tử phê phán tư tưởng "Đại Hán" trong giới Nho sĩ. Bởi họ luôn cho học thuyết của đạo mình là chân lý tuyệt đối, là siêu việt.
- Câu 15 và 16: Trong phần trả lời, Mâu Tử nêu tư tưởng "y pháp không y nhân" (theo pháp không theo người). Không vì một số tăng sĩ mê rượu chè, có vợ con, mua rẻ bán đắt, dối trá...mà cho Đạo Phật là xấu, vì đạo nào chẳng có hạng người này.
- Câu 17, 18, 19 và 20: Mâu Tử trả lời về các vấn đề như hạnh bố thí, lối thuyết giảng trong Kinh Phật hay dùng ví dụ, hình ảnh...
- Câu 21: Mâu Tử xác định Phật giáo du nhập Giao Châu cùng lúc với Phật giáo du nhập vào đất Trung Quốc (đời Hán Minh Đế, năm 67).
- Câu 22 đến câu 28: Trong phần trả lời,Mâu Tử so sánh Đạo Phật với Đạo Nho và Đạo Lão. Theo ông, Đạo Phật là mặt trời, là quả thơm ngon.
- Câu 29 đến câu 37 (là các câu hỏi đáp giữa tác giả và người đại diện Lão giáo): Trong phần trả lời, Mâu Tử cho rằng các phép thanh đàm, tịch cốc, luyện phép trường sinh...đều do các đạo gia đời sau bày đặt ra. Lão Tử không chủ trương như thế, vì trong sách của ông có câu: "Trời đất còn không tồn tại lâu dài, huống chi là con người".

Cuối sách, người hỏi không có gì thắc mắc nữa, khen ngợi Mâu Tử đã giải đáp đầy đủ về những điều họ chưa nghe bao giờ. Sau đó, người hỏi xin quy y theo Đạo Phật

## Giá trị
Sau khi ra đời, Lý Hoặc Luận dần trở nên nổi tiếng. Đến thế kỷ 6, sách đã có mặt trong bộ Hoằng Minh tập do Tăng Hựu sưu tầm và khắc in. Trong Tùy chí và Đường chí, Lý Hoặc Luận cũng đã được nhắc đến .
Mấy thế kỷ gần đây, Lý Hoặc Luận càng được các nhà nghiên cứu chú ý nhiều hơn, trong đó có Tôn Di Nhương, Chu Thúc Da, Từ Gia Tích, Hồ Thích, Lương Khải Siêu, Lã Sĩ Bằng (đều là người Trung Quốc), Paul Pelliot, Henri Maspéro (đều là người Pháp), Fukui Kojien, Mastsumoto Bunzaburo (đều là người Nhật Bản), Nguyễn Lang (TS. Thích Nhất Hạnh), Trần Văn Giáp, Nguyễn Đăng Thục, Lê Mạnh Thát (đều là người Việt)...
Và tất cả có một điểm chung là nhờ Lý Hoặc Luận, người đời sau biết được khá rõ tư tưởng, tín ngưỡng, tình trạng Phật giáo Giao Châu và đôi điều về bối cảnh lịch sử lúc bấy giờ .

## Sách tham khảo chính
- Nguyễn Lang (tức Thiền sư Thích Nhất Hạnh), Việt Nam Phật giáo sử luận (Tập 1). Nhà xuất bản Văn học, Hà Nội, 1992.
- Thích Minh Tuệ, Lịch sử Phật giáo Việt Nam. Thành hội Phật giáo Thành phố Hồ Chí Minh xuất bản, 1993.
- Trần Văn Giáp, "Phật giáo Việt Nam từ khởi nguyên đến thế kỷ 13" in trong Nhà sử học Trần Văn Giáp. Nhà xuất bản Khoa học Xã hội, Hà Nội, 1996.
- Nguyễn Tài Thư (chủ biên),Lịch sử Phật giáo Việt Nam. Nhà xuất bản Khoa học Xã hội, Hà Nội, 1991.
- Nguyễn Đăng Thục, Lịch sử tư tưởng Việt Nam (Tập 3). Nhà xuất bản Thành phố Hồ Chí Minh, 1992.